# Malmö MFI-10 Vipan
Malmö MFI-10 Vipan byl lehký čtyřmístný užitkový hornoplošník navržený a vyráběný švédskou společností Malmö Flygindustri. Vznikly pouze tři exempláře, a sériová výroba nebyla zahájena.

## Vznik a vývoj
MFI-10 vznikl ve snaze navrhnout lehký užitkový letoun schopný uplatnění v civilním letectví i v ozbrojených silách. Jednalo se o hornoplošník s křídlem vyztuženým vzpěrami, pevným podvozkem záďového typu a kabinou schopnou kromě pilota pojmout i tři cestující. První prototyp s čtyřválcovým motorem typu boxer Lycoming O-320 o výkonu 160 hp (119 kW) v přídi poprvé vzlétl v roce 1961. Byl následován dvěma dalšími, označenými MFI-10B, určenými pro armádu Švédska. Pohonnou jednotku MFI-10B představoval motor Lycoming O-360 o výkonu 180 hp (134 kW) a tato varianta poprvé vzlétla 27. června 1962. Plány na výrobu verze s výkonnějším motorem nebyly realizovány, a sériová výroba typu nebyla zahájena.

## Varianty
MFI-10 Vipan
Civilní prototyp poháněný boxerem Lycoming O-320 o výkonu 160 hp (119 kW). Postaven 1 kus.
MFI-10B Vipan
Vojenský prototyp s čtyřválcovým boxerem Lycoming O-360 o výkonu 180 hp (134 kW). Postaveny dva kusy nesoucí vojenské označení Fpl 54.

## Uživatelé
- Švédsko
  - Švédská armáda

## Specifikace

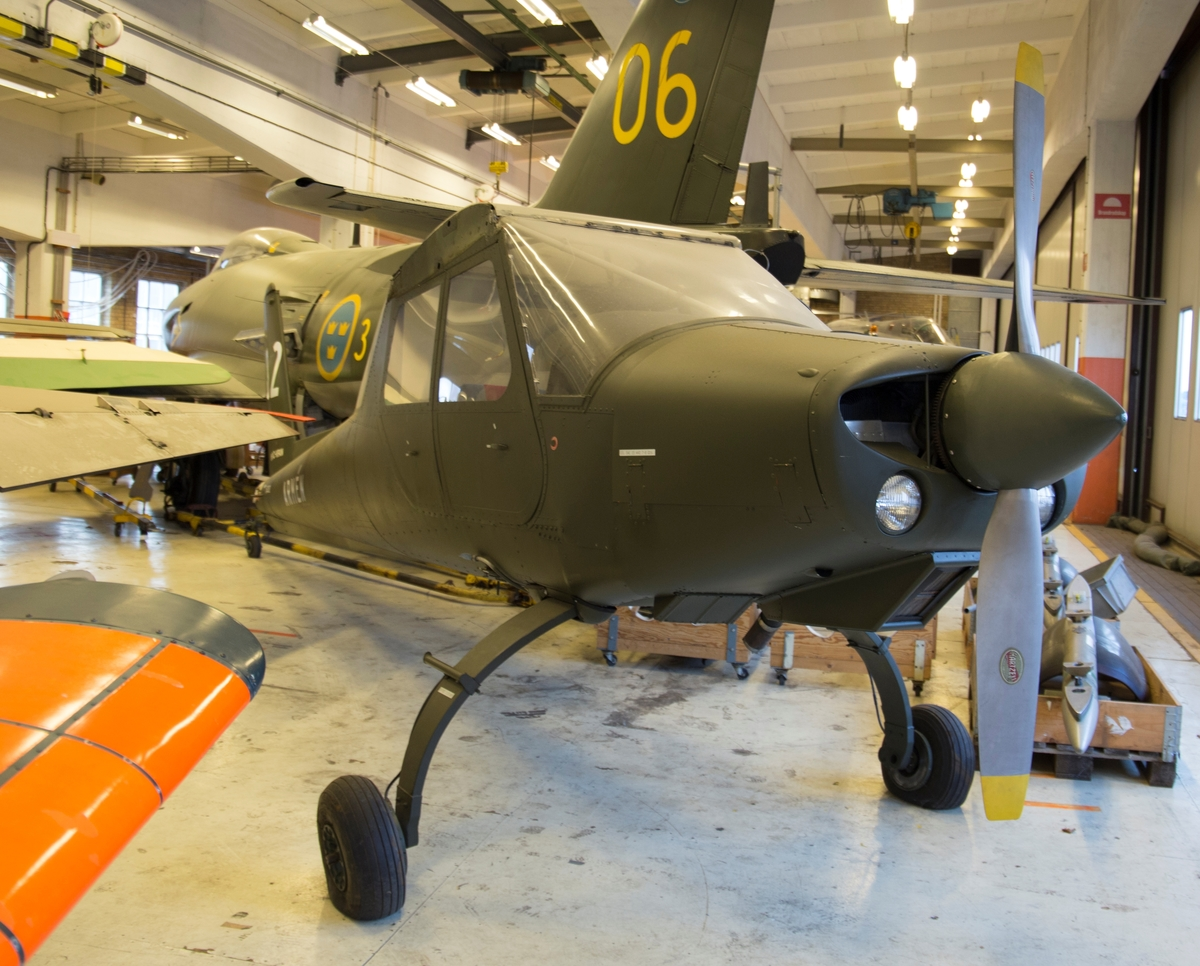
Trup MFI-10B ve švédském Flygvapenmuseum v Linköpingu.

Údaje platí pro verzi MFI-10B

### Technické údaje
- Osádka: 1 (pilot)
- Kapacita: 3 cestující
- Délka: 7,90 m
- Rozpětí: 10,43 m
- Výška: 2,20 m
- Nosná plocha: 15,70 m²
- Prázdná hmotnost: 650 kg
- Vzletová hmotnost: 1 175 kg
- Pohonná jednotka: 1 × vzduchem chlazený čtyřválcový boxer Lycoming O-360-A1A
- Výkon pohonné jednotky: 134 kW (180 hp)

### Výkony
- Maximální rychlost: 236 km/h
- Cestovní rychlost: 220 km/h
- Dolet: 1 000 km
- Praktický dostup: 4 260 m
- Stoupavost: 3,4 m/s